# Ручково (Сафоновський район)
Ручково (рос. Ручково) — присілок Сафоновського району Смоленської області Росії. Входить до складу Богдановщинського сільського поселення.
Населення — 4 особи (2007 рік). 